# سیاه‌بید علیا
سیاه‌بید علیا، روستایی از توابع بخش مرکزی شهرستان کرمانشاه در استان کرمانشاه ایران است.

## جمعیت
این روستا در دهستان دورود فرامان قرار دارد و بر اساس سرشماری مرکز آمار ایران در سال ۱۳۹۵، جمعیت آن ۹۲۱ نفر (۲۶۱ خانوار) بوده‌است.